# Instrumentenhorizont

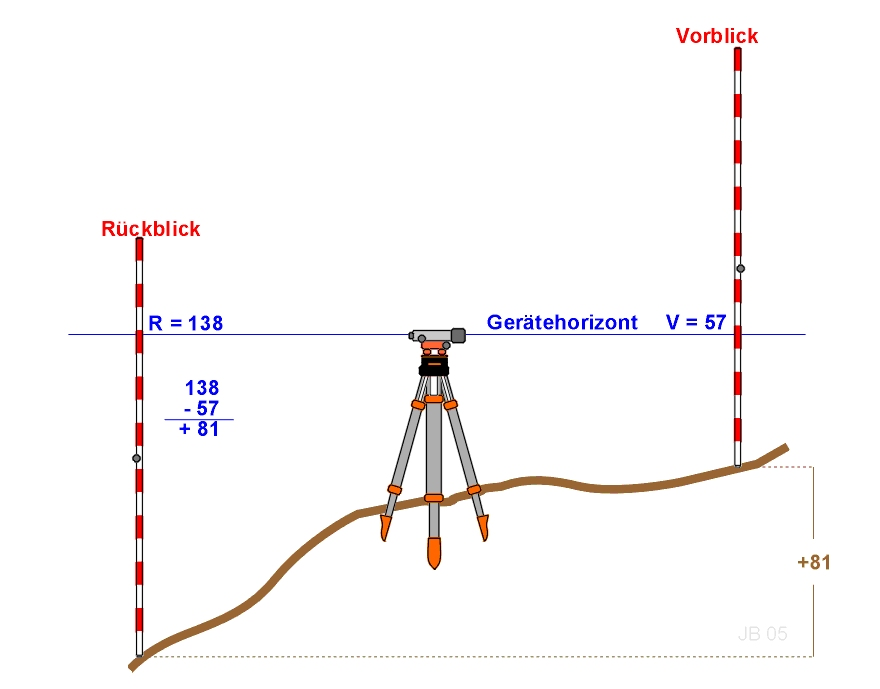
Instrumentenhorizont bei einer geodätischen Messung

Der Instrumentenhorizont (auch Gerätehorizont) ist eine gedachte Horizontalebene im Sichtfeld optischer Messgeräte wie z. B. eines Theodolits oder Nivelliers, die in Abhängigkeit vom zu vermessenden Raum eine Bezugsebene der Höhe darstellt.
Der Instrumentenhorizont wird bei der Messung mit einem Nivelliergerät durch Libellen oder den eingebauten Kompensator festgelegt, indem man mit den Fußschrauben des Dreifußes die Dosenlibelle bzw. Röhrenlibelle einspielt. Dabei bleibt das Instrument um seine lotrechte Stehachse frei drehbar.
Der Instrumentenhorizont wird bei geodätischen bzw. ingenieurgeodätischen Verfahren wie der Landesvermessung benutzt, ebenso in der bautechnischen Messung, z. B. zur Messung von Neigungswinkeln.